# Upgrade (film 2018)
Upgrade – australijski cyberpunkowy film akcji z 2018 roku w reżyserii Leigha Whannella. 
W rolach głównych wystąpili Logan Marshall-Green oraz Betty Gabriel. Film spotkał się z ciepłym przyjęciem krytyków zdobywając 87% pozytywnych recenzji na portalu Rotten Tomatoes.

## Obsada
- Logan Marshall-Green jako Grey Trace
- Betty Gabriel jako detektyw Cortez
- Harrison Gilbertson jako Eron Keen
- Melanie Vallejo jako Asha Trace
- Benedict Hardie jako Fisk Brantner
- Linda Cropper jako Pamela Trace
- Simon Maiden jako STEM (głos)
- Christopher Kirby jako Tolan
- Clayton Jacobson jako Manny
- Sachin Joab jako dr Bhatia
- Michael M. Foster jako Jeffries
- Richard Cawthorne jako Serk Brantner
- Kai Bradley jako Jamie